# 長保寺

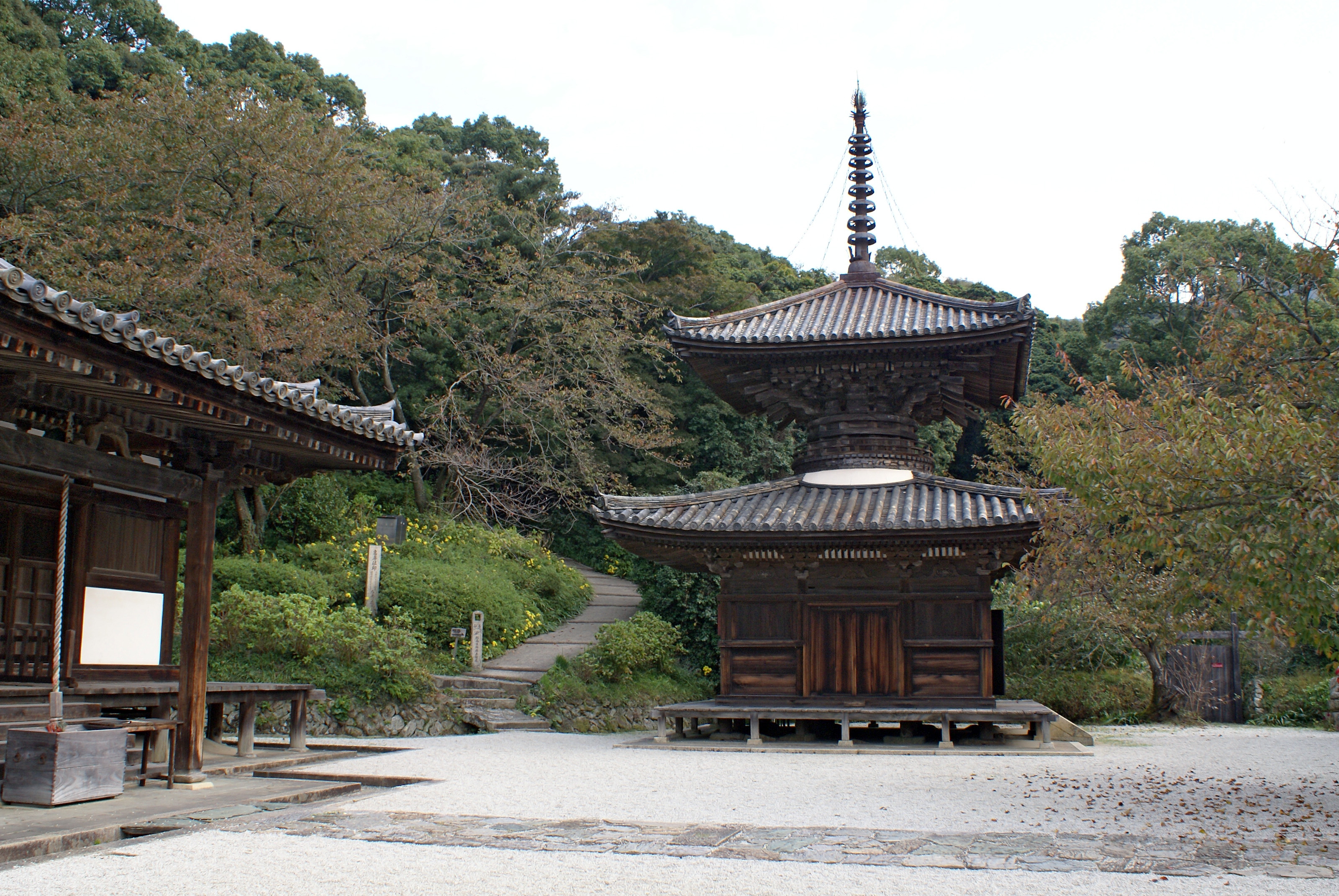
境内（多宝塔と本堂）

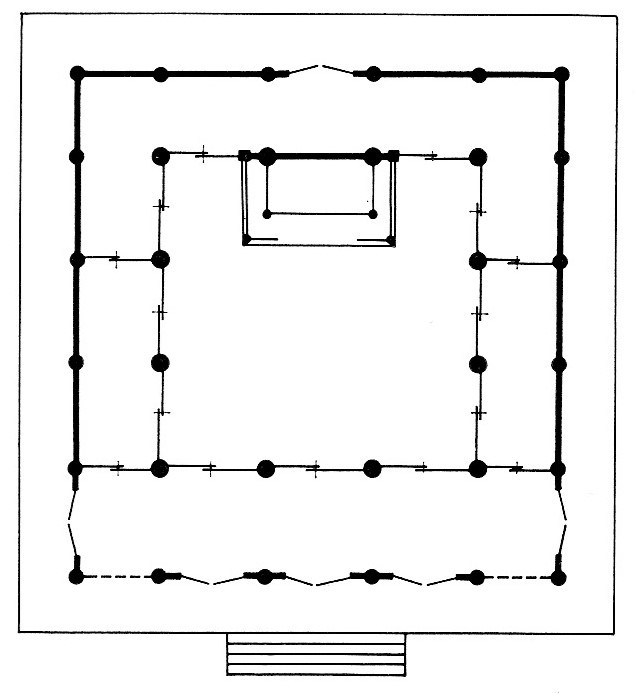
本堂平面図

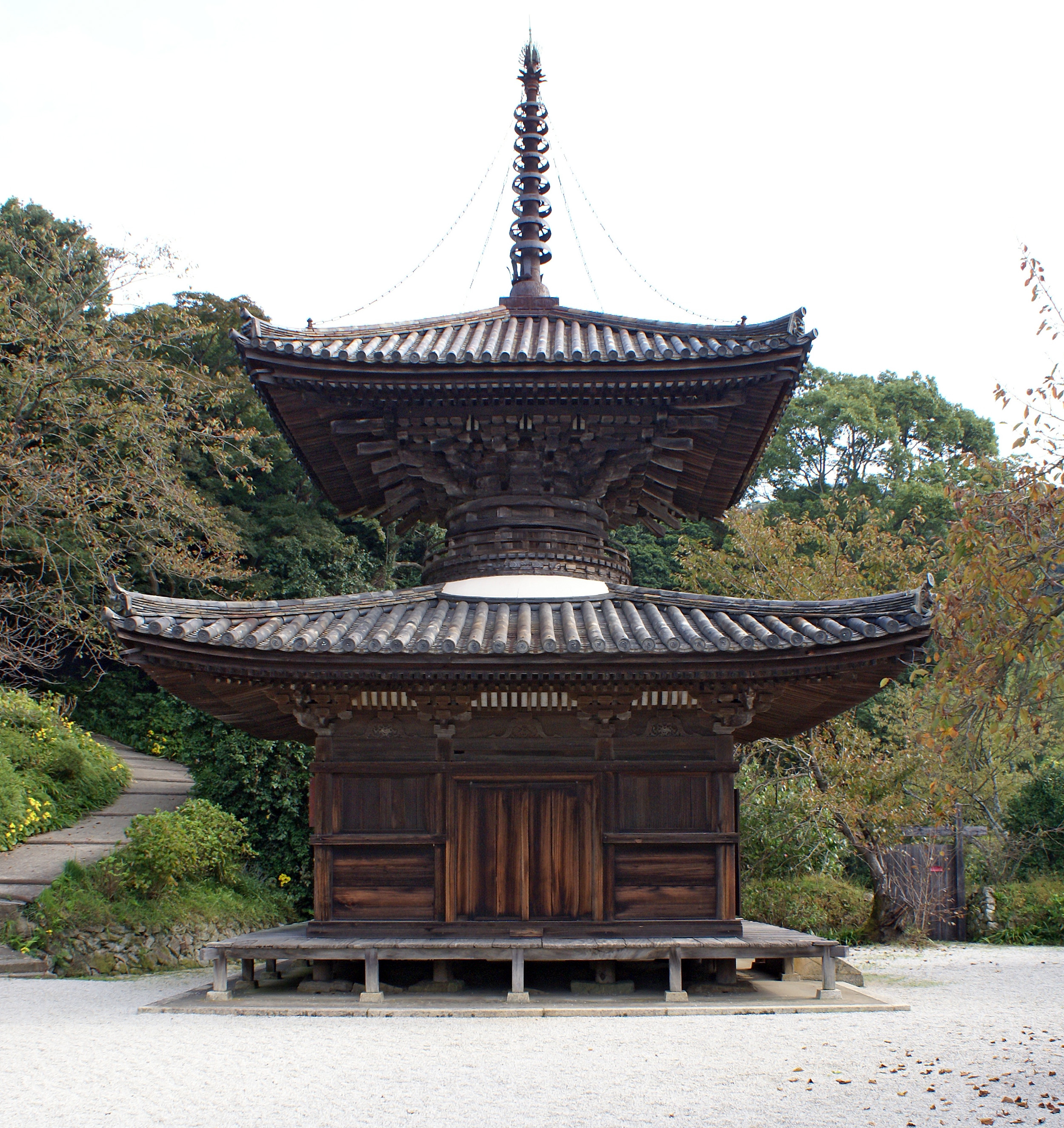
多宝塔（国宝）

長保寺（ちょうほうじ）は、和歌山県海南市にある天台宗の寺院。山号は慶徳山。本尊は釈迦如来。開山は性空（しょうくう）である。3棟の国宝建築と紀州藩主紀州徳川家歴代の墓所（国の史跡）がある寺として知られている。

## 歴史
寺伝によれば、平安時代中期の長保2年（1000年）、一条天皇の勅願により、円仁（慈覚大師）の弟子の性空によって創建され、年号を取って「長保寺」と号したという。その後、寛仁元年（1017年）には七堂伽藍と子院十二ヶ坊が完成していたという。創建時は現在地より西方にあったが、鎌倉時代末期に現在地に移り、伽藍も整えられた。現存する本堂、多宝塔、大門（各国宝）はやや時代が下って鎌倉時代末期から南北朝時代にかけての建築であるが、中世にさかのぼる仏教建築がまとまって残されている点で貴重である。
戦国時代には衰退していたため、江戸時代に紀州藩主となった浅野幸長より5石の寄進を受けた。
寛文6年（1666年）、当地を訪れた紀州藩主徳川頼宣は、山に囲まれた要害の地にある長保寺を紀州徳川家の菩提寺に定めた。寛文12年（1672年）には2代藩主徳川光貞によって500石を寄進されている。境内東斜面には約1万坪にも及ぶ広大な藩主廟所があり、頼宣以降の歴代藩主が眠っている。ただし、5代吉宗（後の8代将軍）と13代慶福（よしとみ、後の14代将軍家茂）の墓はそれぞれ東京の寛永寺と増上寺にある。宗派は、当初天台宗であったと思われるが、後に法相宗、さらに真言宗に改宗し、紀州徳川家の菩提寺となってから天台宗に復した。
鎌倉時代 - 南北朝時代建築の本堂・多宝塔・大門の3棟が国宝に指定されている。

## 境内
- 本堂（国宝） - 「長保寺記録抜書」によれば延慶4年（1311年）建立。入母屋造、本瓦葺き。桁行（正面）5間、梁間（側面）5間で、1間の向拝を付す（「間」は長さの単位ではなく柱間の数を表す用語）[1]。
- 多宝塔（国宝） - 正平12年（1357年）建立。本瓦葺。
- 護摩堂
- 阿弥陀堂
- 鐘楼
- 鎮守堂（重要文化財） - 永仁3年（1295年）建立。一間社流造。かつては鎮守八幡宮、八幡社と呼ばれていた。
- 庫裏
- 客殿（和歌山県指定有形文化財） - 安永8年（1779年）建立。
- 御霊屋（和歌山県指定有形文化財） - 寛文7年（1667年）建立。藩主徳川頼宣が熊野巡視の帰途、長保寺に立寄って紀州徳川家の菩提寺と定めた。紀州徳川家の菩提寺と定めたことに伴い、頼宣が建立したと伝えられる仏殿は、頼宣の没後に位牌堂に充てられた。この位牌堂が御霊屋である。桁行7間、梁間8間、寄棟造、本瓦葺で、南東に玄関が付く。西側の2室に厨子を置き、歴代藩主および正室・側室等の位牌が祀られている[2]。
- 廟門
- 福蔵院 - 塔頭。
- 大門（仁王門、国宝） - 後小松天皇の勅宣を受け、寺僧の実然によって嘉慶2年（1388年）に再建。三間一戸楼門、入母屋造、本瓦葺。扁額「慶徳山長保寺」は妙法院堯仁法親王の筆。

### 紀州徳川家歴代墓所
- 和歌山藩主徳川家墓所（国の史跡） - 歴代紀州藩主の墓が並んでいるが、5代徳川吉宗と13代徳川慶福（家茂）は江戸幕府の征夷大将軍となっているため、ここに墓は設けられていない。なお、歴代藩主の墓地としては日本最大の規模である。
  - 徳川頼宣の墓 - 初代藩主。
  - 徳川光貞の墓 - 2代藩主。
  - 徳川綱教の墓 - 3代藩主。
  - 徳川頼職の墓 - 4代藩主。
  - 徳川宗直の墓 - 6代藩主。
  - 徳川宗将の墓 - 7代藩主。
  - 伏見宮徳子の墓 - 7代藩主の正室。伏見宮貞建親王の養女（今出川公詮の娘）。
  - 一条兼香の娘の墓 - 7代藩主の継室。
  - 徳川重倫の墓 - 8代藩主。
  - 徳川治貞の墓 - 9代藩主。
  - 徳川治宝の墓 - 10代藩主。
  - 徳川斉順の墓 - 11代藩主。
  - 徳川斉彊の墓 - 12代藩主。
  - 近衛豊子（観如院）の墓 - 12代藩主の正室。近衛忠熙の娘。
  - 徳川茂承の墓 - 14代藩主。
  - 徳川頼倫の墓 - 15代藩主。

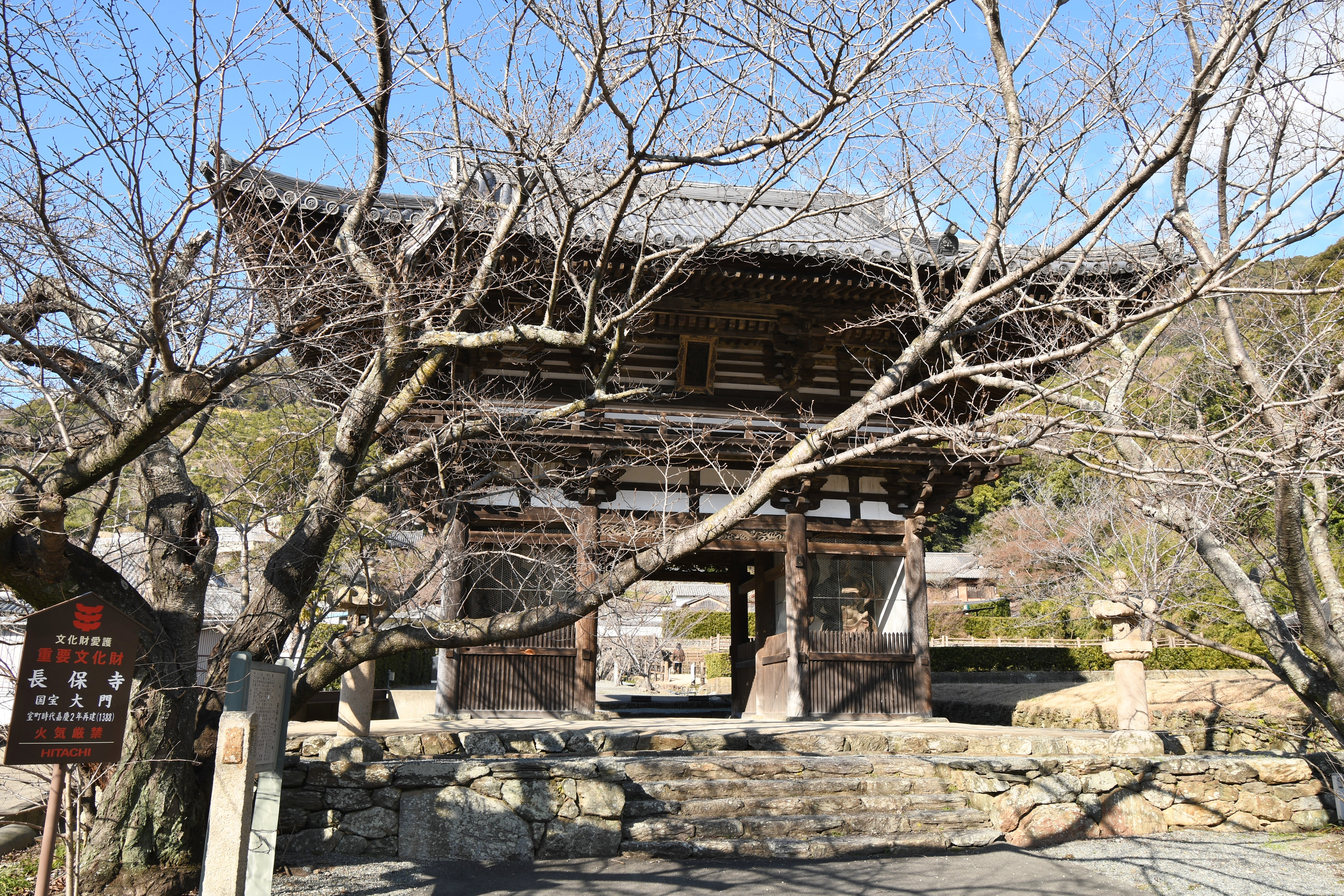
大門
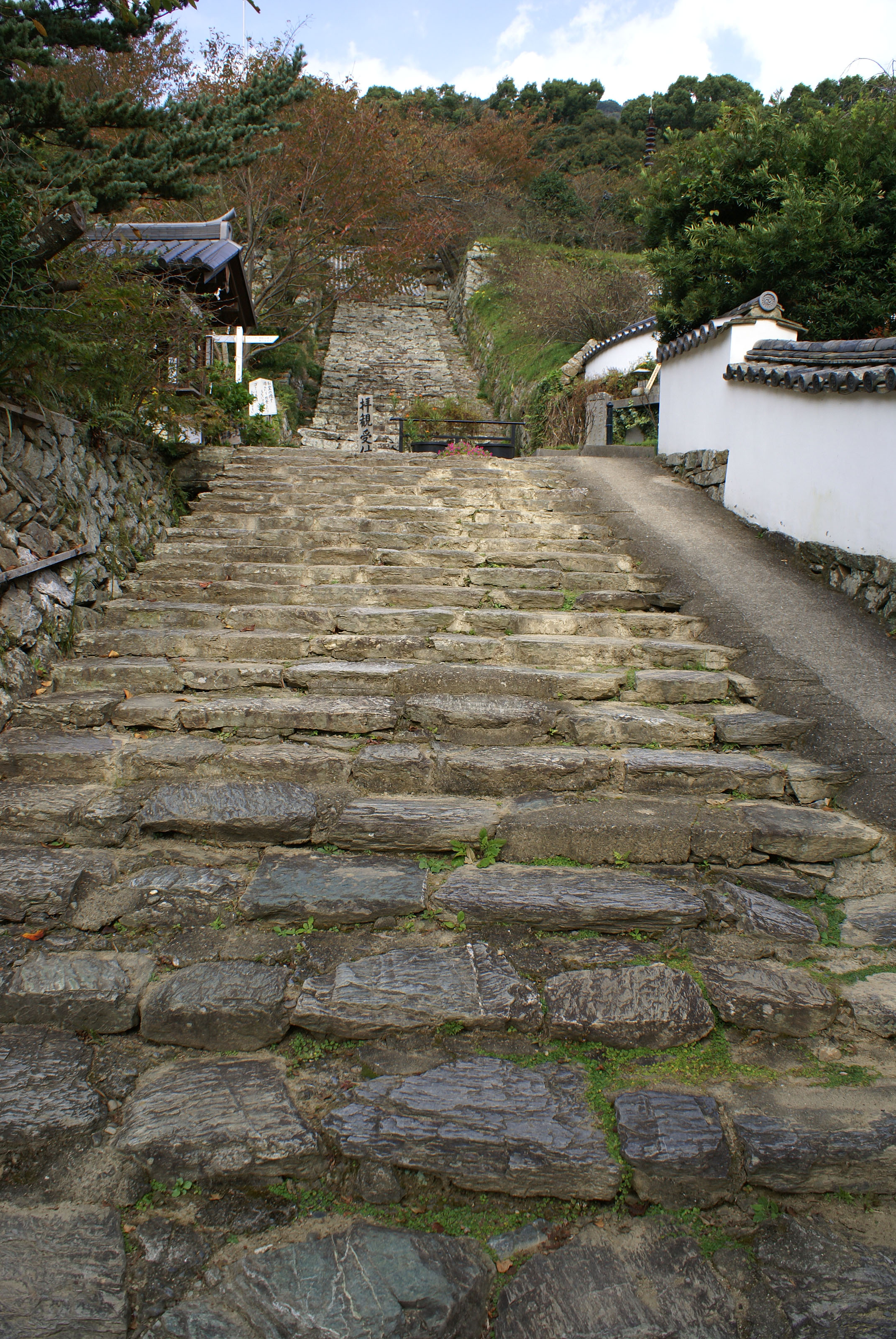
大門から本堂への石段
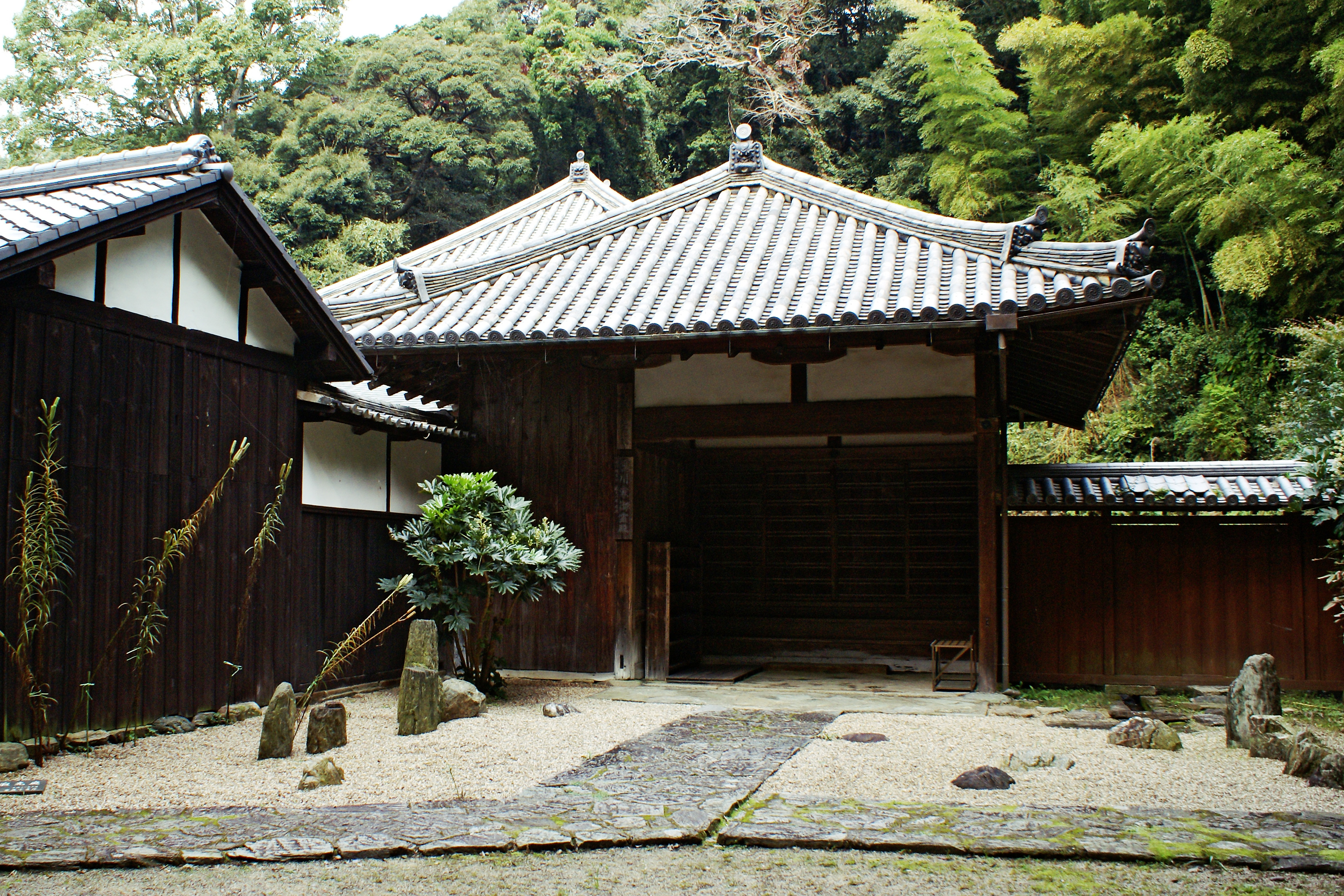
御霊屋玄関
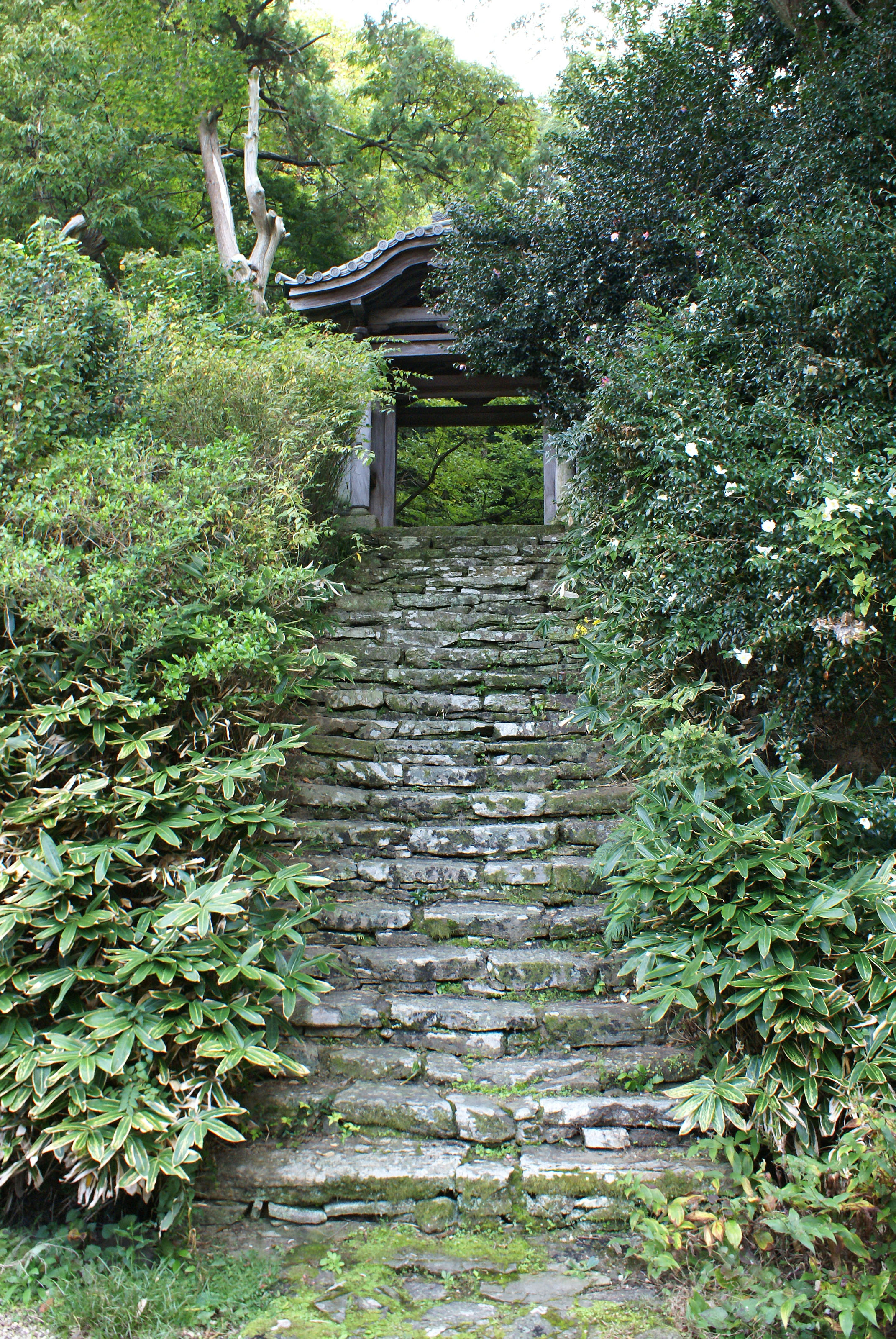
廟門
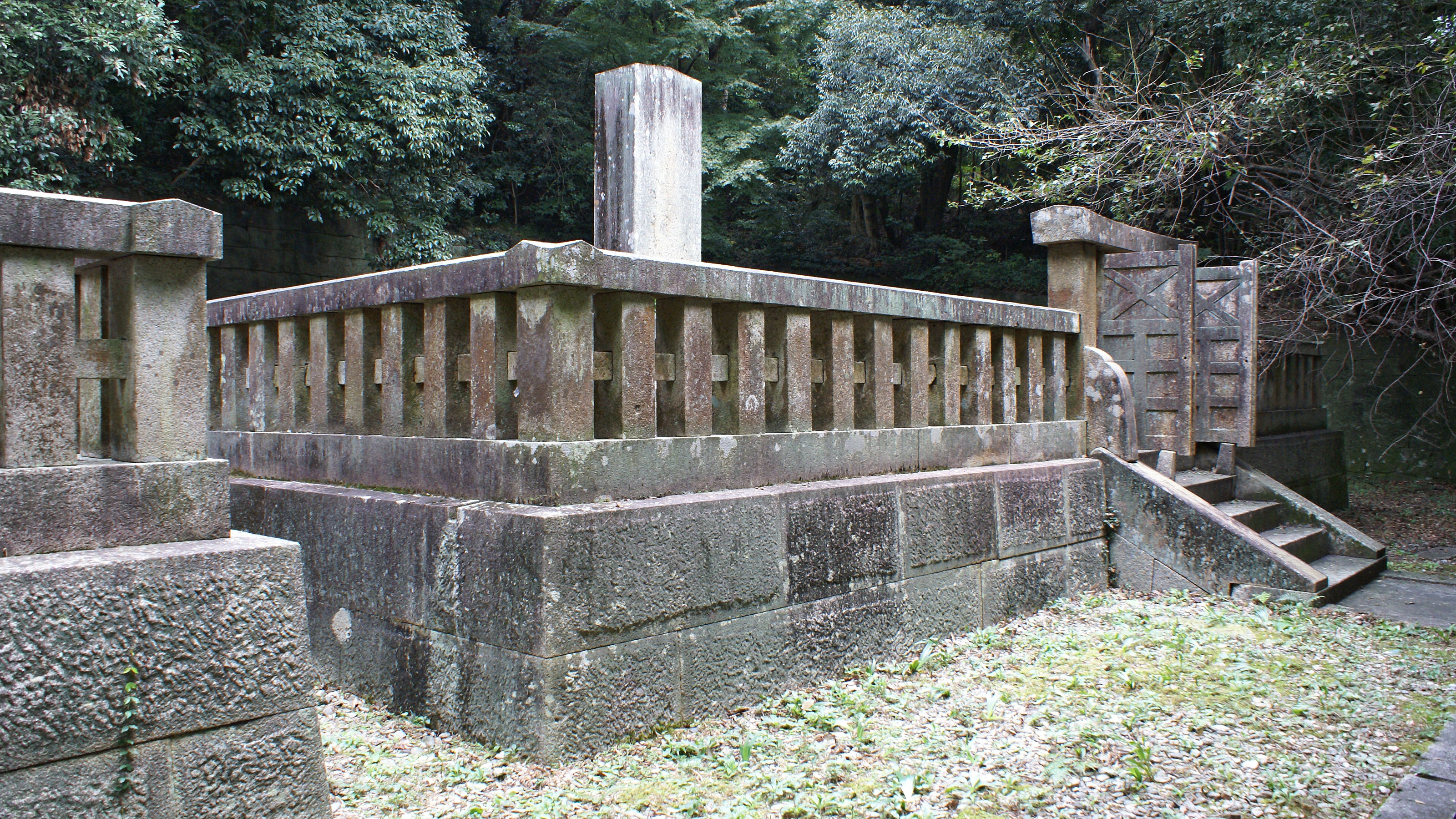
徳川光貞の墓
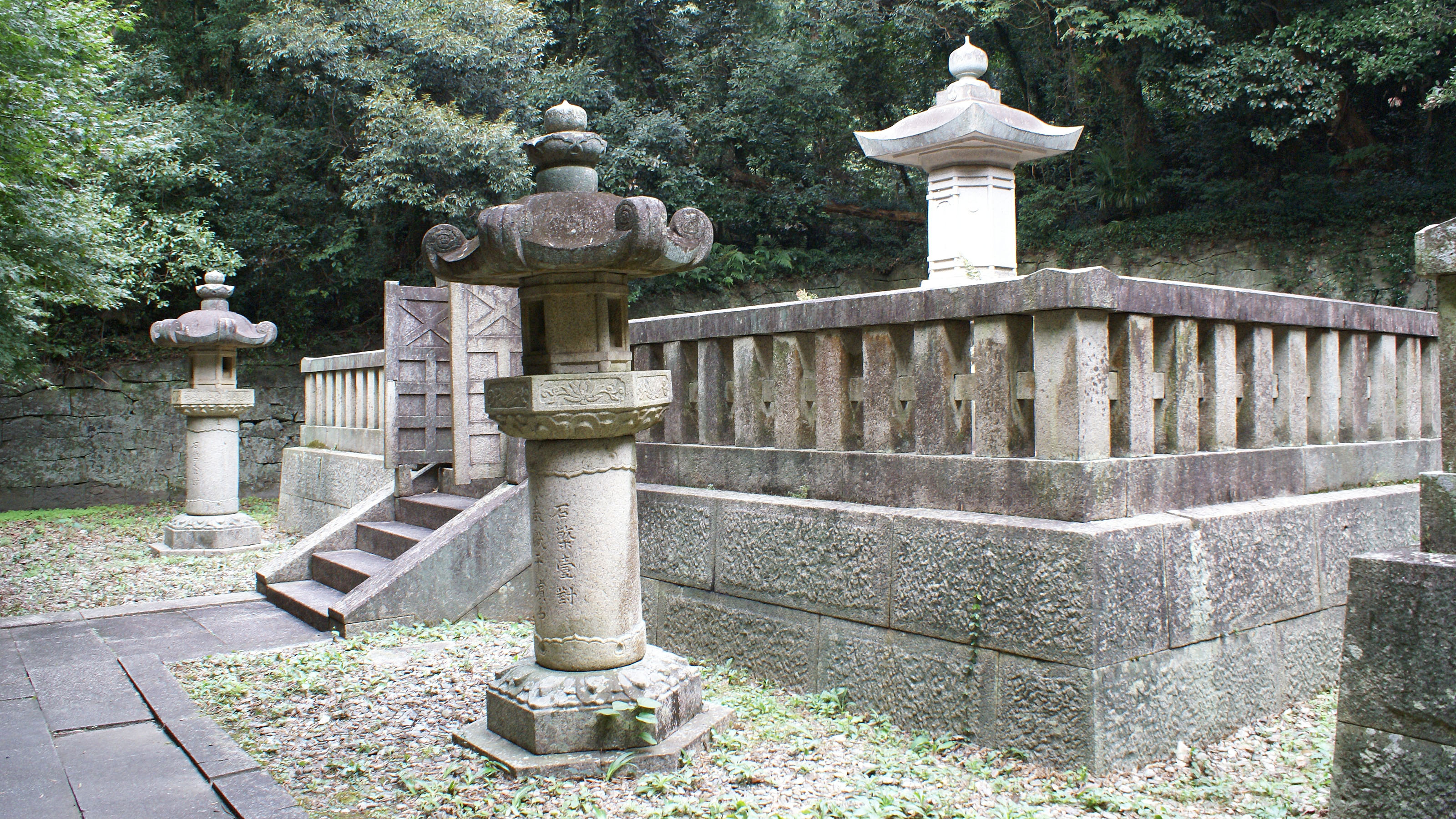
徳川重倫の墓
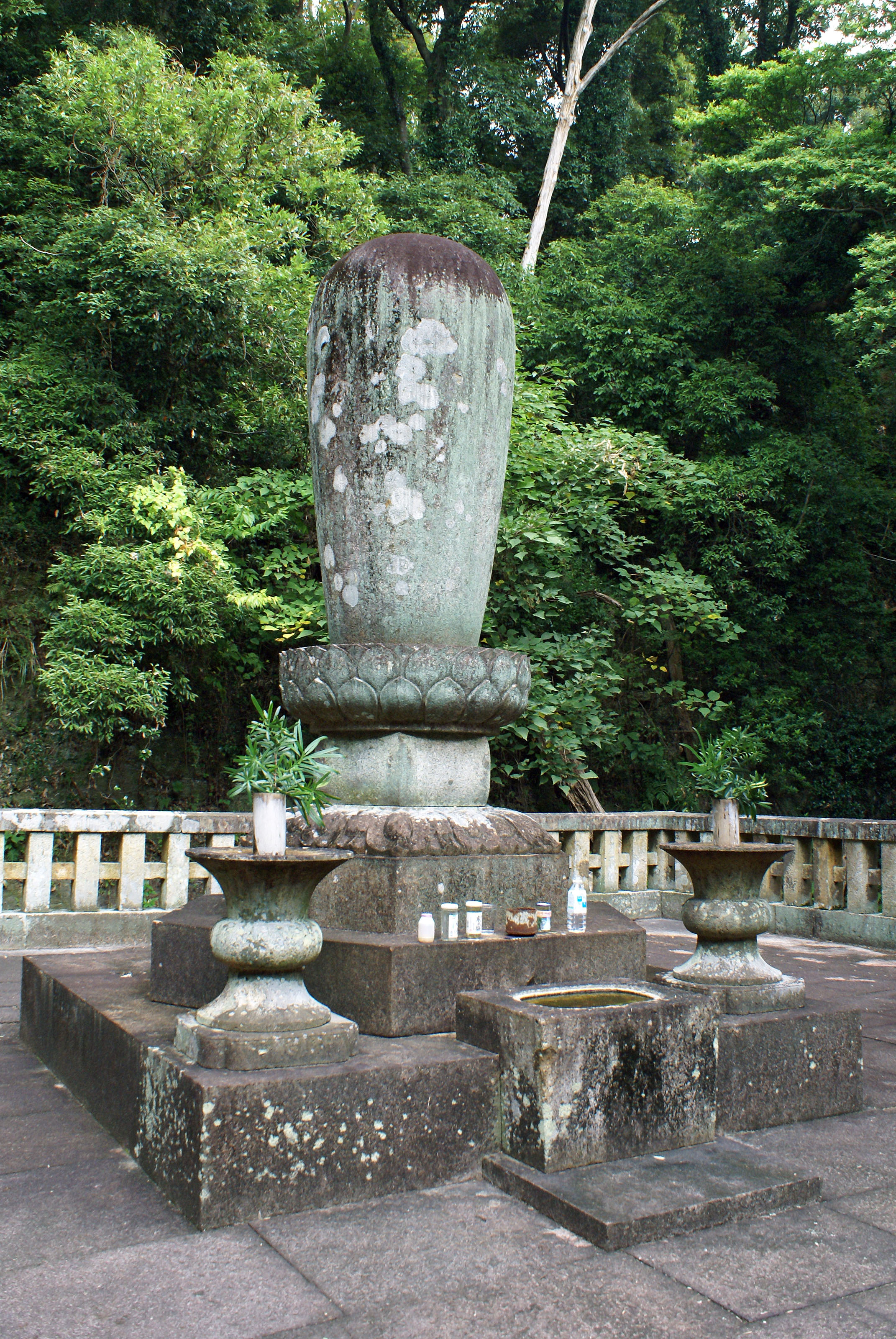
徳川頼宣の墓
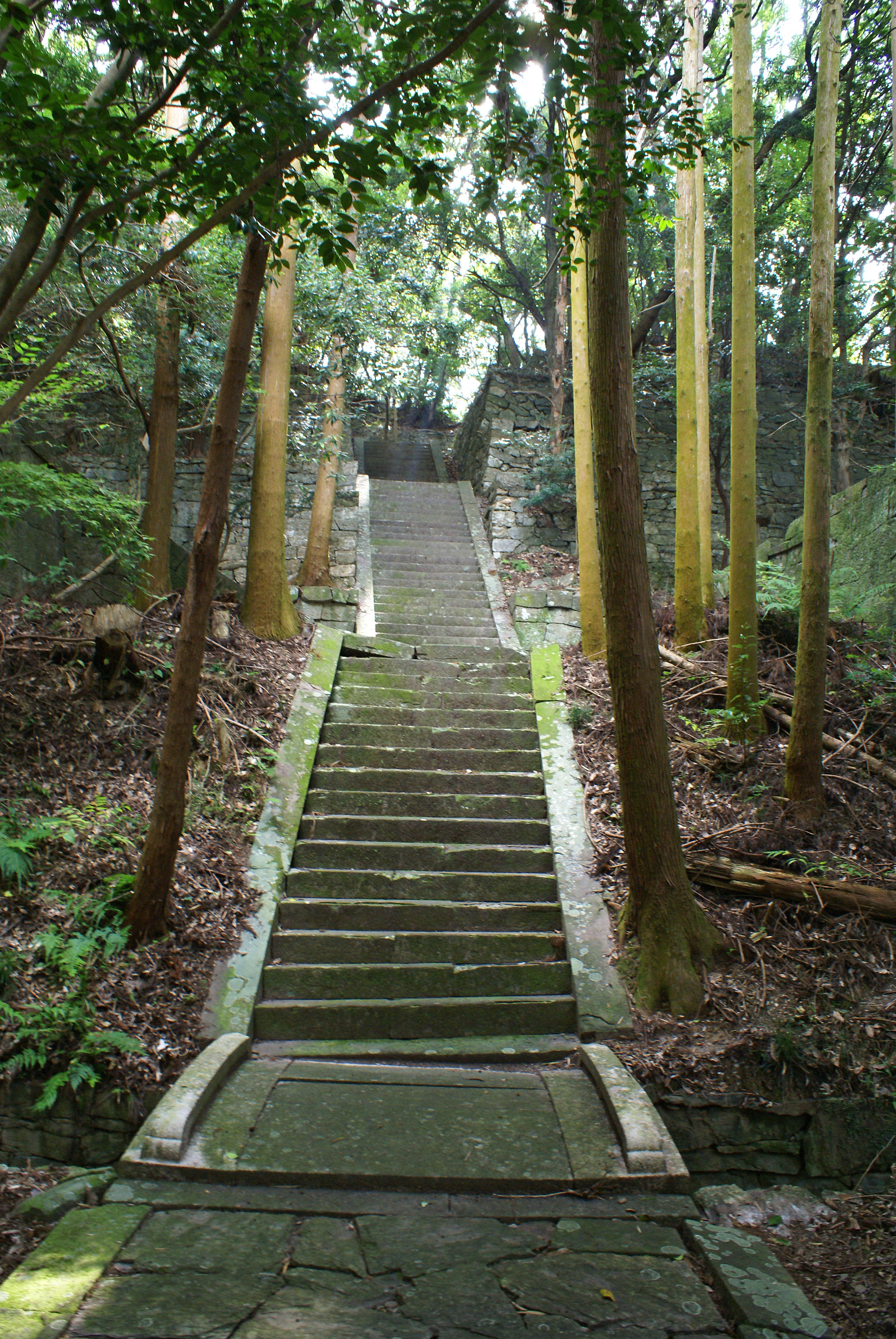
各墓所間の石段
鎮守堂

## 文化財

### 国宝
- 本堂 附：厨子
- 多宝塔
- 大門 附：扁額

### 重要文化財
- 鎮守堂

### 国の史跡
- 紀州藩主徳川家墓所

### 和歌山県指定有形文化財
- 客殿 - 1970年（昭和45年）5月25日指定[3]。
- 紀州藩御霊屋 1棟 - 1970年（昭和45年）5月25日指定。
- 木造阿弥陀如来坐像
- 木造金剛力士立像 2躯 - 弘安8年（1285年）作。

### 和歌山県指定天然記念物
- 長保寺の林叢 - 1971年（昭和46年）3月22日指定。海南市周辺では珍しい常緑広葉樹林でシイノキ、ホルトノキ、ヤマモモ、アラカシなどの樹種からなり、寺院の力で保護されてきた[4]。

### 長保寺旧蔵の重要文化財
- 絹本著色仏涅槃図 - 文化庁保管、鎌倉時代[5]。

## 所在地
- 〒649-0164 和歌山県海南市下津町上689

同地の歴史的な地名は紀伊国海部郡浜中荘上村。長保寺の塔頭・吉祥院は、仁和寺が荘園領家である浜中荘（濱中荘）の荘務を委任されていたことから、浜中荘がまとめた田数目録などの文献のなかには往事の長保寺の伽藍の規模を考察する上での貴重な資料となる記載も多い。浜中荘はこの長保寺を中心にして平安時代末から室町時代にかけて栄えていた 。

## 交通アクセス
- JRきのくに線 下津駅よりタクシー、または徒歩30分
- 阪和自動車道海南インターチェンジから車で15分

## 周辺情報
- 善福院